# Dylan Tichenor
Dylan Tichenor é um montador americano. Como reconhecimento, foi nomeado ao Oscar 2013 na categoria de Melhor Edição por Zero Dark Thirty.